# Элен де Бросс
Элен де Бросс (итал. Elena di Brosse; 1460, Франция — 1484, Казале-Монферрато, Монферрато) — дочь графа де Пентьевр Жана II де Бросс из дома де Бросс; в замужестве — маркиза Монферрато.

## Биография
Элен де Бросс родилась около 1460 года в королевстве Франция. Она была дочерью Жана II де Бросс, графа де Пентьевр, господина де Бюссака и де Сент-Севера и Николь де Блуа-Шатильон, принцессы Бретонской, графини де Пентьевр и виконтессы де Лимож, племянницы Жана де Блуа-Шатильона, графа де Пентьевр. Её старшей сестрой была Бернарда де Бросс, вышедшая замуж за Гульельмо VIII, старшего брата будущего мужа маркграфини.
В 1484 году Элен де Бросс была выдана замуж за Бонифачо III. Она стала второй женой маркграфа-вдовца. Через год, в возрасте 24 лет, Элен де Бросс скоропостижно скончалась, не успев родить мужу наследника.